# Copa do Mundo de Futebol Americano de 2015 - Qualificação Africana
A zona africana das qualificações para a Copa do Mundo de Futebol Americano de 2015 será disputada por 2 seleções nacionais filiadas a Federação Africana de Futebol Americano (IFAF Africa) competindo por 2 vagas. O processo de qualificação terá início em Janeiro de 2015. Marca a estreia em campeonatos oficiais de Marrocos e Egito.

## Partidas
| Equipe 1 | Placar | Equipe 2 |
| -------- | ------ | -------- |
| Egito    | 6 - 26 | Marrocos |